# De libero arbitrio voluntatis
De libero arbitrio voluntatis, talvolta chiamato soltanto De libero arbitrio, è un trattato teologico diviso in tre libri scritto da Agostino di Ippona, vescovo e padre della chiesa.
In questo trattato, Sant'Agostino approfondisce la questione dell'esistenza di Dio e cerca di risolvere il problema del male nella visione cristiana, arrivando alla conclusione che la causa di ogni peccato è il libero arbitrio.
Il primo libro fu scritto nel 388, mentre il secondo e il terzo furono redatti tra il 391 e il 395. Il genere dell'opera è quello del dialogo, che in questo caso avviene tra Agostino e il suo amico Evodio.
Considerata una delle più importanti opere da lui scritte contro il manicheismo, nel De libero arbitrio voluntatis il vescovo di Ippona nega ogni responsabilità di Dio, principio di sommo bene, per l'esistenza del male e del peccato, sottolineando la natura peccaminosa dell'uomo dovuta alla presenza del libero arbitrio. A causa di queste posizioni teologiche, dopo la pubblicazione del primo libro, Agostino fu accusato di pelagianesimo, dottrina che lo stesso padre della chiesa considerava eretica. Dunque, al fine di difendere le sue posizioni senza cadere nel pelagianesimo, Sant'Agostino scrisse altri due libri, attenuando le sue idee precedentemente espresse.
Nel XIII secolo, grazie agli studi sul De libero arbitrio voluntatis di San Tommaso d'Aquino, egli rese popolare fra gli studiosi dell'epoca l'espressione agostiniana lex iniusta non est lex, letteralmente "una legge non giusta, non è una legge".

## Contesto
Prima convertirsi al cristianesimo, Agostino aveva aderito al manicheismo, religione che predicava un'elaborata cosmologia dualistica che descriveva la lotta tra il bene e il male, rappresentati il primo dalla luce e dal mondo spirituale e, il secondo, dalle tenebre e dal mondo materiale. Il manicheismo attribuiva dunque la presenza del male a questa continua lotta che si consuma sulla terra fra un principio di sommo bene e uno di sommo male. Tuttavia, col tempo, Sant'Agostino presentò alcune perplessità riguardo a questa visione cosmologica e tale scetticismo lo portò ad allontanarsi dal manicheismo e a convertirsi al cristianesimo nel 387, anno in cui fu battezzato. L'anno dopo, Agostino scrisse il primo libro del De libero arbitrio, che era infatti da egli stesso visto come un atto per dimostrare la sua allontanamento dalla filosofia manichea e come un tentativo di formulare un'altra soluzione al problema del male, che conservasse il monoteismo cristiano sostenendo la bontà e l'onnipotenza di Dio.
Il primo libro fu completato nel 388, quando Agostino soggiornava a Roma, mentre gli altri due furono scritti tra il 391 e il 395, dopo che era stato ordinato sacerdote in Africa.
Agostino iniziò l'opera come parte di una serie di scritti antimanichei e allo stesso tempo argomentò parzialmente contro lo scetticismo. Nel primo volume, l'autore si scaglia contro il determinismo, elevando il quesito dell'esistenza della libertà ad argomento vero e proprio e facendone un presupposto per la conoscenza. Inoltre, affronta le questioni relative all'origine e alla natura del bene e del male. In alcune parti del secondo e del terzo volume, l'autore elabora una giustificazione dell'esistenza di Dio..

## Contenuto

### Libro I
Il libro I esordisce con Evodio che chiede ad Sant'Agostino "se Dio, essendo onnipotente, non sia anche causa del male". Incomincia dunque un lungo monologo del santo, che in primis fa un a distinzione fra il male compiuto e il male subito. Quest'ultimo è sì causato da Dio in quanto egli deve punire un peccato commesso, ma la causa del peccato in sé non è da attribuirsi a Dio. Scrive a tal proposito Sant'Agostino "Non sarebbe giusto che Dio punisse i peccatori se essi stessi non peccassero di loro spontanea volontà". Agostino prosegue allora dimostrando che ogni peccato nasce dal desiderio di fare del male, che a sua volta è originato dalla bramosia di "quelle cose che non si possono possedere senza rischio di perderle". Per supportare tale tesi, Agostino prende in esame i peccati di adulterio, omicidio e sacrilegio, indagando sul loro significato e sulla loro origine.
Tale discorso portò Evodio a formulare una riflessione sulle leggi temporali. Infatti, egli si chiese se queste siano giuste anche se non condannano e non puniscono ogni desiderio di compiere azione malvagie. Sant'Agostino apre dunque una lunga digressione sul significato delle leggi, arrivando alla conclusione che esse sono giuste soltanto se fanno derivare i princìpi su cui si basano dalla legge di Dio, quella eterna. Dopo aver formulato questa ipotesi, Agostino riprende il discorso sulla natura del peccato, arrivando alla conclusione che esso abbia le sue radici nella passione, che infatti è, per Agostino, la bramosia per tutto ciò che è mondano anteposta al desiderio di ciò che è eterno. Il peccato persiste dunque quando l'uomo inverte l'ordine delle cose, anteponendo le cose terrene al regno di Dio.
Dunque, poiché la natura delle cose è quella di seguire l'ordine sopra citato, non è possibile che la ragione venga sopraffatta dall'istinto (qui inteso come desiderio di peccare) a meno che non si sottometta volontariamente a esso. In questo caso, il peccatore verrà punito da Dio.
Sant'Agostino termina il primo libro menzionando le quattro virtù cardinali su cui l'uomo deve basare la sua vita per non cadere nel peccato.

### Libro II
Il libro II esordisce con Evodio che afferma di aver dunque compreso che il libero arbitrio, essendo causa del peccato e della sofferenza, sia una punizione data da Dio per gli uomini. Al fine di dimostrare che il libero arbitrio è invece un dono di Dio, Agostino intraprende un altro monologo, in cui cerca di dimostrare che il libero arbitrio fu dato all'umanità dal Creatore e, per compiere ciò, dovrà dimostrare la sua esistenza.
Anticipando il cogito ergo sum cartesiano, Agostino incomincia il suo discorso affermando che, di per sé, l'esistenza non può essere messa in dubbio. Dopo aver detto ciò, il vescovo di Ippona si cimenta nell'esaminare le varie modalità di percezione che possiede il nostro organismo. Infatti, secondo Agostino, oltre ai cinque sensi esiste anche un senso comune, che coordina le informazioni ricevute dagli altri organi di senso e le interpreta. Dunque, Sant'Agostino ne evince che questo senso comune, in quanto ha il potere di giudicare e comprendere le informazioni che riceve dagli altri sensi, è superiore a questi ultimi. Tuttavia, egli riconosce anche che "l'operato" del senso comune è a sua volta giudicato e interpretato dalla ragione, che quindi risulta essere superiore a tutti i sensi. Se quindi non si può dimostrare che esiste qualcosa di ancora superiore alla ragione, allora quest'ultima dev'essere identificata con Dio.
Tuttavia, il discorso di Agostino sull'esistenza di Dio non termina qui. Infatti, quest'ultimo riconosce l'esistenza di alcune verità assolute, come gli assiomi matematici e quelli morali. A differenza di tutti gli altri oggetti percepiti normalmente dai nostri sensi, queste verità assolute sono percepite da qualunque persona esista, indipendentemente dalle conclusioni che la propria personale ragione può trarre. Se dunque la ragione umana non può esprimere un giudizio sulla verità, allora quest'ultima è superiore alla ragione; quindi se non esiste nient'altro che si trovi al di sopra della verità, allora è essa da indentificarsi con Dio. In ogni caso, Sant'Agostino conclude che Dio esiste. Tuttavia, nel capito XV, lo stesso vescovo di Ippona riconoscerà che quella che ha formulato è una "forma di ragionamento un po' vaga, tuttavia necessaria e sufficiente per l'argomento".
Dopo aver tentato di dimostrare l'esistenza di Dio, Sant'Agostino afferma che tutto ciò che esiste deve dunque venire da Dio. Di conseguenza, essendo quest'ultimo infinitamente e totalmente buono, anche tutto ciò che ha creato lo è. Quindi, il libero arbitrio è un dono, buono, fatto da Dio per l'uomo. Il fatto che esso possa essere utilizzato da quest'ultimo per peccare non smentisce la sua buona natura. Infatti, come afferma lo stesso Agostino, anche le mani, i piedi e gli occhi possono essere utilizzati per commettere azioni peccaminose, tuttavia tutti li riconoscono come dei doni e mai nessuno ha pensato il contrario. Riflettendo ancora sulla natura del dono del libero arbitrio, Sant'Agostino decide di chiamarlo "bene intermedio", in quanto esso viene utilizzato correttamente solo quando è diretto verso beni ancora più superiori (come la saggezza, la temperanza, la giustizia, ecc...).
Il secondo libro termina con una riflessione sul male, che, alla luce di quanto è stato dedotto, esiste a causa di questo "movimento" che compie il libero arbitrio quando viene rivolto e indirizzato verso atteggiamenti e comportamenti peccaminosi.

### Libro III
Evodio si chiede dunque se tale "movimento" compiuto dal libero arbitrio verso beni superiori o azioni peccaminose sia naturale oppure no. Infatti, afferma Evodio, se così fosse, non si potrebbe più ritenere una persona moralmente responsabile di aver peccato. Agostino risponde all'amico che tutti gli uomini considerano riprovevole tale "movimento", e che quindi, avendo questo sentimento origine proprio nel libero arbitrio, commettere azioni peccaminose non è naturale.
Segue un lungo excursus in cui Agostino loda la creazione di Dio: la natura. Infatti, afferma che ogni cosa, anche quella che a noi può apparire come più corrotta, ha il suo posto nella natura, arrivando alla conclusione che il mondo sarebbe imperfetto se non contenesse anime capaci di peccare, infatti afferma che "nessuno e nessuna cosa può essere stata creata senza uno scopo". Dunque ogni anima, in quanto esiste, ha con il proprio Creatore un debito, che può essere saldato utilizzando rettamente i doni all'uomo dedicati.
Evodio, in una delle sue ultime apparizioni nel dialogo, si interroga sul motivo per cui alcuni uomini peccano e altri no. Agostino, allora, ripete che il libero arbitrio è l'unica causa del peccato e che molti di essi derivano dall'ignoranza e dalla debolezza. Tali difetti trovano sono stati dati come punizione per il peccato originale ed è giusto, afferma Sant'Agostino, che i discendenti di Adamo ed Eva ereditino tale punizione, tuttavia chiunque sia disposto a redimersi ha la possibilità di farlo tramite l'aiuto di Dio.
Dopo aver dunque affermato che tutte le anime umane sono capaci, con l'aiuto di Dio, di redimersi e raggiungere la perfezione, Agostino riflette sulla morte prematura dei bambini, ai quali non viene data alcuna possibilità di accumulare meriti o colpe. Il vescovo di Ippona, di fronte a tale riflessione, afferma che i bambini battezzati poco prima che la morte li cogliesse possano essere salvati dalla fede dei loro genitori e che le loro sofferenze possano essere necessarie per ispirare questi ultimi a volgere la propria anima verso Dio. Sant'Agostino prende dunque in esame anche la sofferenza provata dagli animali, affermando che osservando l'avversione di questi ultimi al dolore, che è un "sentimento che resiste alla divisione e alla corruzione", l'uomo acquisisce una maggiore consapevolezza del fatto che tutta la creazione tende all'unità.
Agostino d'Ippona conclude il terzo libro ricordando al lettore l'inutilità dei piaceri mondani di fronte alla gioia della comunione eterna con Dio.

## Commenti successivi
A causa di tale dialogo, Sant'Agostino fu coinvolto in un'accesa disputa con il monaco e teologo britannico Pelagio, il quale predicava che fosse possibile condurre una vita all'insegna della bontà e raggiungere la salvezza attraverso il solo corretto uso del libero arbitrio, e che dunque non servisse alcun aiuto da parte di Dio. Nella sua opera De natura, Pelagio citò proprio il De libero arbitrio voluntatis per sostere tali tesi. Tuttavia, in quel momento Agostino vedeva la grazia divina come un elemento centrale nella sua teologia e sosteneva dunque che le opinioni di Pelagio fossero incompatibili con la sua dottrina. Nel De natura et gratia e nel Retractationes, una sua opera successiva, Sant'Agostino affermò quindi che Pelagio aveva citato la sua opera fuori contesto, cadendo dunque in errore.
Tommaso d'Aquino, il celeberrimo teologo domenicano che scrisse durante il XIII secolo, fu fortemente influenzato dalla teologia agostiniana.  Infatti, la riflessione che Tommaso conduce sul "potere della legge umana" nella sua opera Summa Theologica contiene diverse citazioni tratte dal primo libro del De libero arbitrio voluntatis, tra cui la proverbiale locuzione latina lex iniusta non est lex.